# Eparchia di Enisejsk

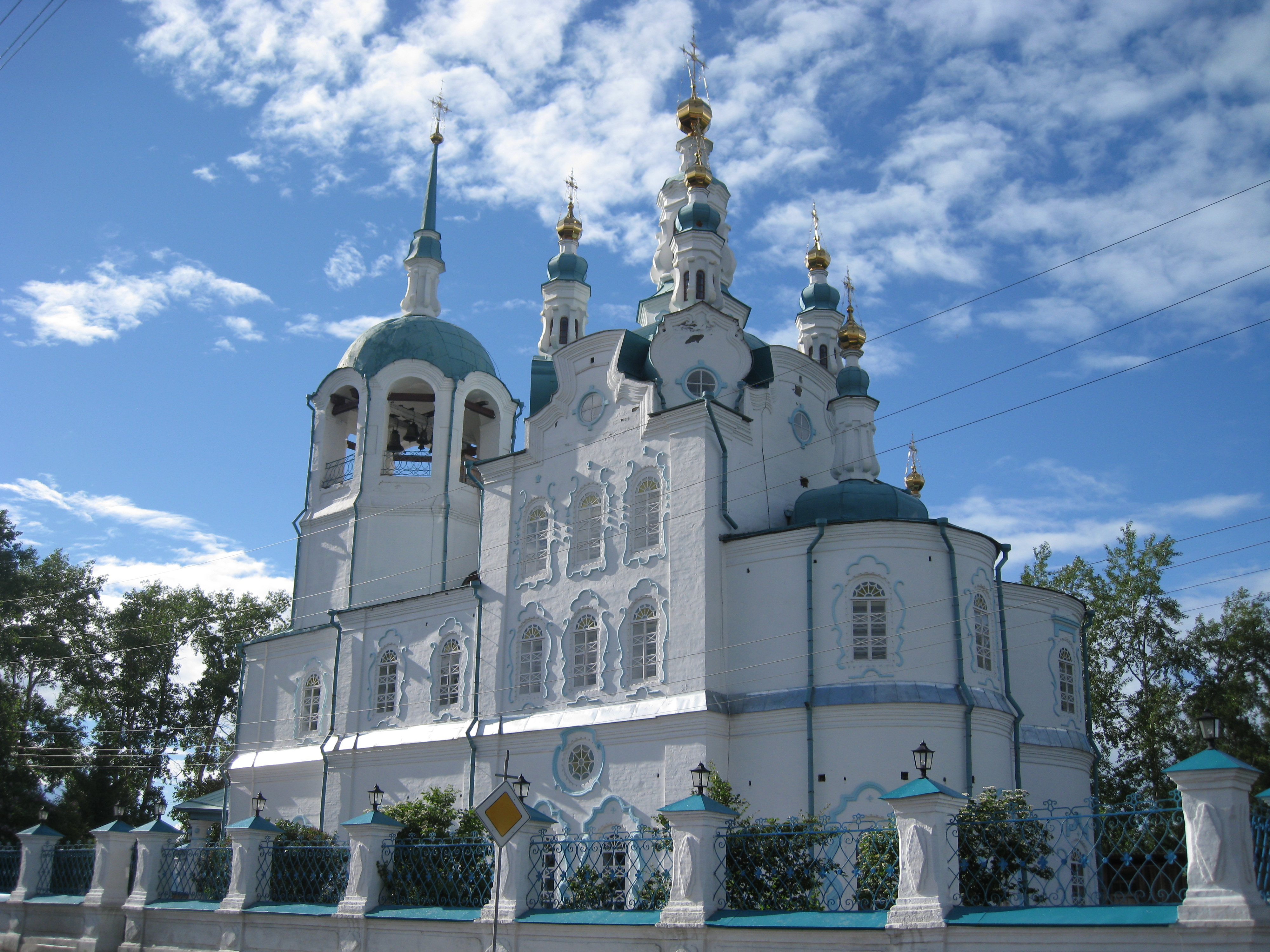
La cattedrale dell'Assunzione di Enisejsk.

L'eparchia di Enisejsk (in russo Енисейская епархия?) è una diocesi della Chiesa ortodossa russa, appartenente alla metropolia di Krasnojarsk.

## Territorio
L'eparchia comprende parte del territorio di Krasnojarsk.
Sede eparchiale è la città di Enisejsk, dove si trova la cattedrale dell'Assunzione.
L'eparca ha il titolo ufficiale di «eparca di Enisejsk e Lesosibirsk».

## Storia
L'eparchia è stata eretta dal Santo Sinodo della Chiesa ortodossa russa il 30 maggio 2011 ricavandone il territorio dall'eparchia di Krasnojarsk. Il 30 maggio 2014 ha ceduto una porzione di territorio a vantaggio dell'erezione dell'eparchia di Noril'sk.